# Henricus Grammateus
Henricus Grammateus (znan tudi kot Henricus Scriptor, Heinrich Schreyber), nemški matematik, * pred 1496, Erfurt, † 1525/1526, Dunaj
Grammateus se je rodil v Erfurtu. Leta 1507 je pričel študirati na dunajski univerzi, kjer je kasneje tudi učil, poučeval pa je tudi Christopha Rudolffa. Med leti 1514 in 1517 je študiral v Krakovu, se kasneje vrnil na Dunaj, a ga ponovno zapustil med izbruhom kuge in odšel v Nuremberg. Tu se je ukvarjal z astronomijo ter aplicirano algebro. Poleg te se je ukvarjal tudi s števnimi tablicami, križnim računom, principom regula falsi, praktično aritmetiko ter izmero soda z merilno palico. Leta 1518 je izumil nov glasbeni temperament za čembalo, ki je danes poimenovan po njemu. Na Dunaj se je vrnil že do leta 1525, kjer je naveden kot izpraševalec ter zastopnik Sasov.

## Dela
- Algorithmus proportionum una cum monochordi generalis dyatonici compositione. Volfgangvm De Argentina, Kraków, 1514
- Libellus de compositione regularum pro vasorum mensuratione. Deque arte ista tota theoreticae et practicae, Dunaj, 1518
- Ayn new Kunstlich Buech (A New Skill Book), Dunaj 1518, Nuremberg 1521 – poleg Mercantile Arithmetic or Behende und hüpsche Rechenung auff allen Kauffmanschafft Johannes Widmanna) vsebuje najstarejše zapise za plus in minus za operaciji seštevanja in odštevanja[7] in je najstarejša nemška knjiga o knjigovodstvu.[8]